# Meripilus maculatus
Espèce
Meripilus maculatus est une espèce de champignons de la famille des Meripilaceae.

## Description
Meripilus maculatus a été décrit en même temps que l'espèce Meripilus applanatus et Meripilus villosulus.

## Taxonomie
Le nom correct complet (avec auteur) de ce taxon est Meripilus maculatus (E.J.H. Corner, 1984).

## Publication originale
- EJH Corner, « Ad Polyporaceas II&III. Meripilus maculatus », Beih. Nova Hedwig., vol. 78,‎ 1984., p. 197.